# Muzeum Miejskie w Tychach
Muzeum Miejskie w Tychach – muzeum utworzone w listopadzie 2004, a zwiedzającym udostępnione w kwietniu 2005 wraz z pierwszą wystawą „Sto lat z życia miasta. Tychy i tyszanie w XX wieku”. Główna siedziba Muzeum mieści się w budynku Starego Magistratu na placu Wolności 1.  
W latach 2005 – 2012 siedziba Muzeum mieściła się w zabytkowym budynku dawnej suszarni młóta w kompleksie zabudowań Tyskich Browarów Książęcych, w sąsiedztwie Muzeum Tyskich Browarów Książęcych. W 2012 roku Muzeum zyskało siedzibę główną w budynku po dawnym magistracie przy placu Wolności 1. Sala ekspozycyjna przy ul. Katowickiej 9 pozostawała do dyspozycji Muzeum do końca 2018 roku.
Jako Oddział Muzeum powstała Tyska Galeria Sportu, której siedzibę ulokowano na Stadionie Miejskim. Galeria otwarta została 29 lipca 2016 roku wraz z wystawą stałą „Sportowa strona miasta. Historia. Wydarzenia. Mistrzowie”. 
Jest nie tylko przestrzenią ekspozycyjną, ale także miejscem spotkań mieszkańców miasta z ważnymi dla tyskiego sportu postaciami, centrum edukacji o tyskim sporcie dla dzieci i młodzieży, a przez to miejscem promocji sportowego stylu życia wśród najmłodszych tyszan.
Muzeum gromadzi zbiory w czterech działach merytorycznych: Dziale Historii Miasta, Dziale Fotografii, Dziale Sztuki, Dziale Etnologii. 
Prócz realizacji wystaw czasowych, ekspozycji plenerowych prezentowanych w przestrzeni miasta, oraz wystawy stałej w Tyskiej Galerii Sportu, placówka prowadzi działalność edukacyjną, organizując  prelekcje, wykłady autorskie, seminaria, sympozja, oprowadzania kuratorskie, itp. Organizuje spacery zapoznające tyszan z historią miasta i ważnymi dla miasta obiektami, realizuje wycieczki autokarowe. Jest organizatorem odbywającego się od 2007 roku Tyskiego Sympozjum Historycznego.
Pracownicy Muzeum prowadzą lekcje muzealne dla dzieci i młodzieży, wycieczki edukacyjne, organizują gry terenowe, warsztaty plastyczne. Realizowane są cykle dodatkowych zajęć w ramach wakacji letnich i ferii zimowych oraz cykle związane z prezentowanymi wystawami.
Muzeum prowadzi również działalność wydawniczą.
Muzeum Miejskie w Tychach jest laureatem wyróżnienia w Konkursie Ministerstwa Kultury i Dziedzictwa Narodowego na Wydarzenie Muzealne Roku SYBILLA 2006 oraz nagród i wyróżnień w Konkursach Marszałka Województwa Śląskiego za wystawy i projekt edukacyjny realizowane w latach 2007, 2010, 2012, 2013, 2014, 2015, 2016.